# Zapodia (Maros megye)
Zapodia (románul: Zăpodea) falu Romániában, Maros megyében.

## Története
Mezőszengyel község része. A trianoni békeszerződésig Torda-Aranyos vármegye Marosludasi járásához tartozott.

## Népessége
2002-ben 166 lakosa volt, ebből 108 román, 44 cigány és 14 magyar nemzetiségű.

## Vallások
A falu lakói közül 144 ortodox, 10 református, 3 római katolikus, 3 adventista és 2 pünkösdista hitű.